# Silas Marner (romanzo)
Silas Marner è un romanzo di George Eliot del 1861.

## Trama
Silas Marner è un tessitore che, in seguito a una disputa religiosa, viene accusato falsamente di furto e omicidio ed è costretto a lasciare la sua città, Lantern Yard. Si trasferisce nel villaggio di Raveloe, dove vive una vita di lavoro solitario. Ritroverà una ragione di vita quando prenderà con sé la piccola Eppie, rimasta orfana di madre, che lui alleverà come una figlia.

## Adattamenti per il cinema
- A Fair Exchange - cortometraggio muto del 1909 diretto da David W. Griffith
- Silas Marner - film del 1911 diretto da Theodore Marston
- Silas Marner - film del 1913 diretto da Charles Brabin
- Silas Marner - film del 1916 diretto da Ernest C. Warde
- Silas Marner - film del 1922 diretto da Frank P. Donovan
- Uno strano scherzo del destino - film del 1994 diretto da Gillies MacKinnon

## Edizioni italiane
- Il tessitore di Raveloe, Silas Marner, traduzione di Anonimo, Collana "Incontro alla vita", Milano, Vallardi, 1926.
- Il tessitore di Raveloe, traduzione di Lia Spaventa Filippi, Collezione dei grandi autori n.56, Milano, Sonzogno, 1935.
- Silas Marner, collana Collana Scrittori stranieri moderni, traduzione di Francesco Franconeri, Introduzione e note di Frida Baeschlin, Torino, S. Lattes & C. Editori, 1938. - con saggi di D. Tarizzo, F. Franconeri e C. Rizzi, Collezione Biblioteca Ideale, Milano, Bietti, 1967.
- Silas Marner. Il tessitore di Raveloe, traduzione di T. Calandra-Pedrotti, Collana I Grandi Scrittori Stranieri n.83, Torino, UTET, 1938-1971.
- Il tesoro perduto (Silas Marner), Collana l'ulivo, Salani, 1953.
- La bella storia di Silas Marner, traduzione di Maria Teresa Castellani Agosti, Introduzione di Paolo Ruffilli, Collana Classici, Milano, BUR, 1995  [BUR n.792-794, Rizzoli, 1954], ISBN 978-88-171-7060-4.
- Silas Marner. Il tessitore di Raveloe, traduzione di Maria Gallone, Milano, Fabbri Editori, 1968-1995.
- Silas Marner, traduzione di A. Cariello, Collana Gemme, Milano, Leone, 2015, ISBN 978-88-639-3270-6.
- Silas Marner. Il tessitore di Raveloe, a cura di Francesca D'Alfonso, Solfanelli, 2019, ISBN 978-88-330-5128-4.